# Liste von Kunstwerken im öffentlichen Raum im Ennepe-Ruhr-Kreis

Ennepe-Ruhr-Kreis

Die Liste von Kunstwerken im öffentlichen Raum im Ennepe-Ruhr-Kreis gibt einen Überblick über Kunst im öffentlichen Raum im Ennepe-Ruhr-Kreis, darunter Skulpturen, Plastiken, Landmarken und weitere Kunstwerke in Breckerfeld, Ennepetal, Gevelsberg, Hattingen, Herdecke, Schwelm, Sprockhövel, Wetter (Ruhr) und Witten. Es besteht kein Anspruch auf Vollständigkeit.

## Übersicht
- Liste von Kunstwerken im öffentlichen Raum in Breckerfeld
- Liste von Kunstwerken im öffentlichen Raum in Ennepetal
- Liste von Kunstwerken im öffentlichen Raum in Gevelsberg
- Liste von Kunstwerken im öffentlichen Raum in Hattingen
- Liste von Kunstwerken im öffentlichen Raum in Herdecke
- Liste von Kunstwerken im öffentlichen Raum in Schwelm
- Liste von Kunstwerken im öffentlichen Raum in Sprockhövel
- Liste von Kunstwerken im öffentlichen Raum in Wetter (Ruhr)
- Liste von Kunstwerken im öffentlichen Raum in Witten